# Бютнер, Ева
Ева Бютнер (нем. Eva Büttner, урождённая Мальцман, нем. Malzmann; 27 июля 1886, Дрезден — 15 августа 1969, Каменц) — немецкая пианистка, журналистка и музыкальный педагог еврейского происхождения.

## Биография
Окончила Дрезденскую консерваторию по классу фортепиано Лауры Раппольди-Карер, после чего в 1909 году вышла замуж за Пауля Бютнера, преподававшего ей теорию музыки. Преподавала там же фортепиано, одновременно руководила женским и детским хором в дрезденском отделении Рабочего певческого союза, возглавляемом её мужем; организовала при консерватории Народную музыкальную школу. С 1912 г. вместе с мужем выступает как музыкальный критик в газете социал-демократического направления Dresdner Volkszeitung. С 1909 г. член Социал-демократической партии Германии, с 1918 г. активно участвует в создании женских групп в составе партии, с 1926 г. редактор отдела женских проблем и фельетона в общенациональной газете партии Volksstaat. В 1922—1926 гг. депутат ландтага Саксонии по списку СДПГ. В 1926, 1929 и 1930 гг. безуспешно вновь баллотировалась в ландтаг, в 1931 г. перешла в отколовшуюся от СДПГ Социалистическую рабочую партию Германии.
С приходом нацистов к власти в 1933 году Бютнер как еврейке была запрещена преподавательская, политическая и журналистская работа, она работала переписчицей нот, затем в прачечной, в 1933—1938 гг., пока это было возможно, участвовала в культурной жизни Дрездена в рамках программы Еврейского культурного союза. Как супруга немца Бютнер не подлежала уничтожению, однако после смерти Пауля Бютнера в 1943 году её жизнь оказалась под угрозой, и почти два года, до окончания Второй мировой войны, она скрывалась от гестапо, живя в конюшне замка в Пульснице. В 1945 г. вступила в Коммунистическую партию Германии. В 1946—1952 гг. заведовала отделами культуры и школьного образования в окружном совете Каменца.
В 2022 году ее именем была названа улица в новом районе на углу Мариеналлее и Штауффенбергаллее в дрезденском районе Альбертштадта